# 永易晴夫
永易晴夫（日语： Nagayasu Haruo，？—），日本男子田径运动员，主项是标枪。他曾在印度德里举行的1951年亚洲运动会中以63.97米的成绩获得男子标枪金牌。